# カードマジック

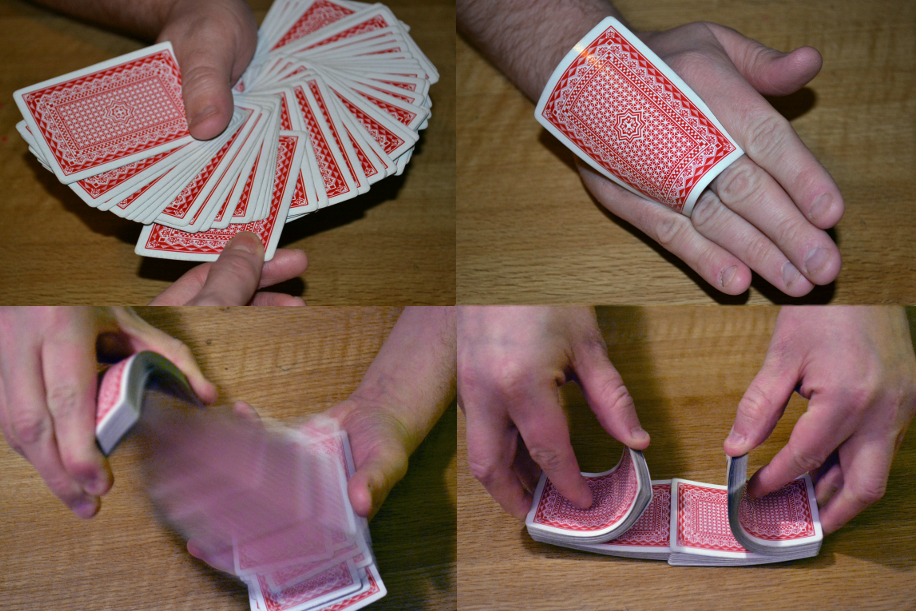
カードマジック

カードマジック（英: Card magic）とは、カード（トランプ）を用いたマジックの総称。クロースアップ・マジックやサロンマジックの定番である。ステージマジックではカードマニピュレーションが行われることが多い。
カードマジックを演じるマジシャンをカーディシャンという。
カードマジックの発展に貢献した人として、ホフジンサー、ダイ・バーノン、エド・マーロー、ポール・ルポール、マックス・マリニなどが挙げられる。

## 使用されるカード
使いやすさからアメリカのU.Sプレイング・カード社のトランプが最もよく使われている。特にバイスクルが圧倒的にマジシャンに支持されており、他にタリホーやビーなどの種類がある。これらのカードは、アメリカのコンビニなどで2$程度で販売されており、廉価なため最も消費されるカードとなっている。世界中のメーカーが独自のカードを販売し、品質は様々である。
前述のトランプが全て紙製であるのに対し、日本で一般的に売られているトランプは多くがプラスチック製である。一般にカードマジックには紙製のトランプの方が適しているとされている。これにはプラスチック製のトランプは摩擦が大きくカードをテーブルの上で広げにくいなどの理由がある。
またトランプのサイズにはポーカーサイズとブリッジサイズの2種類があるが（ブリッジサイズの方が小さい）、多くのマジシャンはポーカーサイズを使用している。
マジシャンが使うトランプには滑りやすいようにエンボス加工がされてあるものが多い。
カードの裏模様の外側に白枠があるかないかも重要である。白枠があれば1枚だけ表向きのカードが混じっていても簡単にはわからないなどの利点がある。白枠がないと向きの違うカードがすぐわかってしまうが、いくつかの技法は白枠がない方が容易となる(セカンドディールやボトムディールなど)。バイスクルやタリホーには白枠があるがビーには白枠がない。
裏模様に天地（上下の非対称性）がある場合は、それを利用したマジックができる。ただし、天地があるとそのせいでタネが露見してしまう場合があるため、たいていのマジシャンは天地のないものを使う。
クロースアップマジシャンの前田知洋へは、U.Sプレイング・カード社により、専用のカード「Tomohiro Maeda MODEL TALLY-HO GOLD FRAME」が製造、供給されている。マジシャンのために既存のデザイン変更が行われるのはマジック界では異例。

## カードマジックに関する文献
カードマジックの解説が登場した初めての文献は1584年にイギリスのレジナルド・スコットによって出版された『Discovery of Witchcraft』（『妖術の開示』）である。この本には5つのカードマジックが解説されている。そして1902年にアメリカのS・W・アードネスが出版した『The Expert at the Card Table』（邦訳『プロが明かすカードマジック・テクニック』）がはじめてのカード・テクニックの専門書となる。この本は本来はカードマジックの紹介ではなくイカサマ師の手口の紹介を目的として書かれた本であるが、ダイ・バーノンやロベルト・ジョビーなど多くのマジシャンが高く評価している。
その後、多くのマジシャンや研究家によって以下のようなさまざまなカードマジックの専門書が書かれるようになった。
- アーサー・バークリー　『Card Control』1946年。
- ヒューガード、フレデリック・ブラウエ　『Expert Card Technique』1944年。
- ヒューガード、フレデリック・ブラウエ　『The Royal Road to Card Magic』1949年。
- ポール・ルポール　『Card Magic of LePaul』1949年（邦訳『ルポールのカードマジック』はすでに絶版）。

日本では、1725年に早水兼山によって書かれた『万世秘事枕』や1727年の『和国知恵較』にかるたを用いた奇術（和妻）が紹介されている。

## 用語
デック
1組のトランプのこと。アメリカではデック、イギリスではパックといわれることが多い。
パケット
数枚のカードの集まり。またはデックをいくつかに分割したもの。パイルともいう。数枚のカードだけを使ったカードマジックをパケットトリックといい、1970年代から流行した。
フェイスとバック
カードの表（スートと数字が書いてある面）をフェイス、反対側の裏面をバックという。
表向きと裏向き
カード（デック）がフェイスが上向きになっている状態を表向き、バックが上向きになっている状態を裏向きという。
トップとボトム
裏向きに持ったデックの一番上のカードをトップ、一番下のカードをボトムという。
インデックス
カードのフェイスの左上と右下には小さくそのカードのマークと数字が書いてある。この部分をインデックスという。
サイドとエンド
カード（またはデック）の4辺のうち、長い2辺をサイド（または側）、短い2辺をエンド（または端）という。
コーナー
カード（またはデック）の4つの頂点をコーナー（または隅）という。
絵札と字札
それぞれのマークのジャック、クイーン、キングを絵札といい、それ以外のカードを字札という。字札はスポット・カードともいう。
フォア・オブ・ア・カインド
同じ数字の4枚のカード1組をフォア・オブ・ア・カインドという。
メイトカード
同じ色で同じ数字のカード。例えばハートの9のメイトカードはダイアの9である。
シャッフル
デックをばらばらに混ぜること。
カット
デックをいくつかのパケットに分割すること。あるいは分割したあとまた1つに重ねることによって順序を入れ替えること。
スプレッド
デックをテーブルの上や両手の間などに広げること。
フラリッシュ
演者が技術をアピールするために行うトランプなどを曲芸のように操る技術。
ディーリング
デックからカードを配ること。
トリック・カード
仕掛けのあるカードのこと。フェイク・カード、ギミック・カード、ギャフカードともいう。
トリック・デック
仕掛けのあるデックのこと。
レギュラー・カード
仕掛けのないカードのこと。オーディナリー・カードともいう。
レギュラー・デック
仕掛けのないデックのこと。オーディナリー・デックともいう。

## デックの持ち方
デックやパケット、カードの持ち方としては以下のようなものがある（以下右利きの人の場合）。
ディーリングポジション
左手でデックを持つ基本的な方法。カードを配るときに使われる持ち方。メカニック・グリップ、メカニカル・グリップともいわれるが、ディーリング・ポジションとメカニック・グリップを区別している場合もある。
オープン・ディーリングポジション、ストラドル・ディーリングポジション、エレベイテッド・ディーリングポジションといったバリエーションがある。
エンドグリップ
右手でデックを持つ基本的な方法。親指が内端、他の指が外端に当たって保持する。
オープン・エンドグリップとカバード・エンドグリップの2種類がある。
ビドルグリップ、ビドルポジションといわれることもある。これはエルマー・ビドルが考案したビドル・ムーブ（またはビドル・スチール）という技法を行うときに使われる持ち方だからである。
ピンチグリップ
パケットを持つときによく使われる。親指と人差し指（中指、薬指）でパケットのサイドをつまむようにして持つ。
松田道弘は、ピンチ・グリップという言葉はロベルト・ジョビーの造語だと推測している。
シャーリアポジション
フラリッシュのひとつであるシャーリアカットをするときの持ち方。

## カードマジックの秘密
カードマジックの秘密は、ギミックとスライハンドとセルフワーキングの3種類が考えられる。ギミックとは仕掛けのことでカードに仕掛けがある場合もそれ以外のものに仕掛けがある場合もある。スライハンドとは手練の技術のことである。セルフワーキングとは数理的な原理によって手順とおりに演じれば必ず現象が実現できるもののことである。これらの要素が複数組み合わさって成立しているマジックも多い。

## 代表的なカードマジック
古典的な名作や多くのバリエーションを生み出した傑作などを紹介する。
アンビシャス・カード
デックの中から1枚を観客に選んでもらいフェイスにサインしてもらう。そのサインカードをデックの中ほどへ戻すが演者がおまじないをかけるとサインカードはデックのトップから出現する。これを何度も繰り返す。
以下のようにさまざまなバリエーションがある。
- サインカードがデックのボトムから出現する
- サインカードを表向きにして行う
- 3枚のカードで行う（サインカードと他のカード2枚の合計3枚）
- さらに3枚のカードをハトメで固定して行う
- サインカードが演者の口などさまざまな場所へ移動する
- 裏の色が違う2枚のカードをデックのトップに置いてそれらのカードで上がってきたサインカードをキャッチする（モンキー・イン・ザ・ミドル）
- デックをロープでしばった状態で行う（アルティメット・アンビション、ダローの作品）
- サインカードがデックの端からはみだした状態で行う（レイズ・ライズ、エスカレーター）
- サインカードを折り曲げた状態で行う（ポップアップ）
- 残りのデックが消失しサインカード1枚だけが残る（アンビリーシャス・カード、益田克也の作品）
- いつのまにか残りのデックが塊に変化している（ソリッド・デセプション、ポール・ハリスの作品）

アンビシャスカード自体は19世紀の中ごろにアルバーティが発明したとされている。

トライアンフ
デックの中から1枚を観客に選んで覚えてもらう。そのカードをデックの中ほどへ戻しよく混ぜる。ただしカードが表裏ぐちゃぐちゃになるように混ぜる。しかし演者がおまじないをかけると全てが裏向きに揃う。よく見ると最初に選んだカードだけが表向きになっている。もしくは全てが表向きで1枚だけ裏向きのカードがあり、それが最初に選んだカードである。
最後に観客の選んだカードと同じマークの全てのカードが表向きになるものもある（プレイ・イット・ストレートまたはストレート・トライアンフ）。
佐藤総は自身のレクチャーノート『トランプと悪知恵』において、Bushfire Triumphという改案を発表している。
またデリック・ディングルは後述のカラーチェンジングデックと組み合わせたカラートライアンファントを発表している。
丸山真一が最も得意とするカードマジックもこのトライアンフの一種であるが、全てのカードが各マークごとに1からKまで順番に並んでおり、その中であらかじめ選んだカードだけが裏向きになっている、というものである。

オイル・アンド・ウォーター
演者は同じ枚数ずつ（たいてい3〜4枚ずつ）の赤のカードと黒のカードを見せる。赤のカードは水、黒のカードは油を表していると説明し、赤のカードと黒のカードを交互に混ぜていく。しかし、しばらく待つと油と水が分離するように赤のカードと黒のカードが半分ずつにわかれる。
原案はエド・マーローといわれており非常に多くのバリエーションが存在する。具体的にはトニー・スライディーニ、ホアン・タマリッツ、ダイ・バーノン、フィル・ゴールドシュタイン、松田道弘、ヒロ・サカイなどが改案を発表している。ラリー・ジェニングスは97種類の方法を習得したという逸話がある。
逆に半分ずつに分けた赤と黒のカードを一瞬で赤黒交互に混ぜてしまう場合もある（エルマー・ビドルのアンティ・オイル・アンド・ウォーターやフィル・ゴールドシュタインのミクスタント）。
またクライマックスに4枚のクイーンが登場するものもある（オイル・アンド・クイーン、ロイ・ウォルトンの作品）。

ツイスティング・ジ・エーセス
原案はダイ・バーノン。パケットトリックの1つ。演者は4枚のエースを示す。最初は全てのエースが裏向きだが演者がおまじないをかけるたびに1枚ずつエースが表向きになる。
ロジャー・スミスの改案マキシ・ツイストでは、最後に4枚のAがスペードのA、2、3、4に変化する。また松田道弘の改案では最後に4枚のAが全て表向きになる。

ライジングカード
デックの中から1枚を観客に選んで覚えてもらう。そのカードをデックの中ほどへ戻す。演者はデックを縦向きに持つ。演者がおまじないをかけると最初に選んだカードがデックから飛び出してあがってくる。場合によってはデックをグラスの中などに入れておくこともある。
ケン・クレンツェル、ヘンリー・エバンス、ハリー・デバノなど多くのマジシャンが独自の方法を考案している。

リセット
原案はポール・ハリスで1977年に発表された。パケットトリックの1つ。演者は4枚のエースを示す。1枚ずつエースがキングに変化していく。4枚全てがキングに変化したあとは4枚が再びエースに戻る。
ビル・マローン、アール・ネルソン、松田道弘などをはじめとして多数のマジシャンが改案を発表している。

フォア・エース
演者は4枚のエースをテーブルの4箇所に1枚ずつ裏向きに置く。それぞれのエースの上に裏向きに3枚のカードを追加する。テーブルの上に4枚のパケットが4つできたことになる。そのあと観客が4つのパケットから1つを選ぶ。演者がおまじないをかけると1枚のエースが観客の指定したパケットに集まる。
エースが集合する過程をゆっくり見せるもの（スローモーション・フォア・エース）や再びエースがばらばらになるもの（バックファイアー・フォア・エース）などのバリエーションがある。

スリーカードモンテ
演者は3枚のカードを示しそのうち1枚が当たりで残りの2枚は外れだと説明する。観客にどのカードが当たりのカードなのかを示したあとカードを裏向きにしてテーブルに置き、カードを並べ替える。観客はどのカードが当たりのカードなのかを当てようとするがなぜか何回やっても当たらない。
その後外れのうち1枚を除いた計2枚で同様の手順を踏むが、並べ替えていたカードが実は2枚とも外れで最初に除いた外れであるはずのカードが実は当たりのカードだった、というパターンもあり、このパターンはふじいあきらがよく行う。

エレベーターカード
3枚程度のカードがデックを上下するマジックの総称。アンビシャスカードの複数枚バージョンとも考えられる。
エド・マーロー、ビル・サイモン、フランク・ガルシア、デリック・ディングル、松田道弘などが手順を考案している。

フォロー・ザ・リーダー
同じ枚数ずつの赤のカードと黒のカードから赤のカードのリーダーと黒のカードのリーダーを1枚ずつ選ぶ。リーダーのカードをテーブルの上に1枚ずつ置き、赤のカードと黒のカードもそれぞれ1つのパケットとしてその近くに置く。その後、2枚のリーダーカードの位置を交換すると、それにつられて残りのカードも位置が交換してしまう。
エド・マーロー、スチュアート・スミス、ダイ・バーノン、フィル・ゴールドシュタインなどが手順を考案している。

アウト・オブ・ディス・ワールド
観客がデックを裏向きに持ち、1枚ずつ勘でカードを赤のカードと黒のカードに分けていく。最後にカードを表向きにするとそれらが全て一致している。原案はポール・カリーであり、その後にU・F・グラントが優れた改案を発表した。

カード・トゥ・ポケット
カードが演者のポケットの中に飛行するマジックの総称。
以下のようなバリエーションがある。
- 4枚のカードが別々のポケットに飛行する（トラベラーズ、ダイ・バーノンの作品）
- カードの飛行を2回行う（ホーミングカード、ジミー・グリッポーとフランシス・カーライルの作品）
- カードの飛行を3回行うが3回目には選ばれたカード以外の全てのカードがポケットに飛行する（ホーミングカード・プラス）
- ポケットの中の財布の中へ飛行する（カード・トゥ・ウォレット）

カラーチェンジングデック
デックのバックの色が変化するマジックの総称。
ポール・カリー、デリック・ディングル、松田道弘などが手順を考案している。
他にも以下のような有名なカードマジックがある。
- ビジター - サインしたカードの不可解な移動、ラリー・ジェニングスの作品
- リストア・カード - 破ったカードを復活させる
- フロッグ・プリンス - カエルにされた王子の呪いを解くというストーリー付き、マイケル・クローズの作品
- イモーショナル・リアクション - 観客の表情から選んだカードを当てる、ダイ・バーノンの作品
- カード・スルー・ウインドウ - 観客の選んだカードがガラス窓を貫通して裏側に張り付く、ストリートマジックの定番
- シカゴ・オープナー - 観客の選んだカードのバックの色の変化、レッドホットママともいう、フランク・ガルシアの作品
- エースオープナー - デックから4枚のAを1枚ずつあるいはまとめて取り出すマジックの総称
- アウト・オブ・サイト・アウト・オブ・マインド - 客が心に思ったカードを当てる
- カードワープ - 半分に折ったカードが捻じれる、ロイ・ウォルトンの作品
- ドゥ・アズ・アイ・ドゥ - マジシャンの選んだカードと客が選んだカードが一致する
- ギャンブリングデモンストレーション - イカサマのテクニックを見せるという演出で行われるマジックの総称